# Hitoshi Imamura

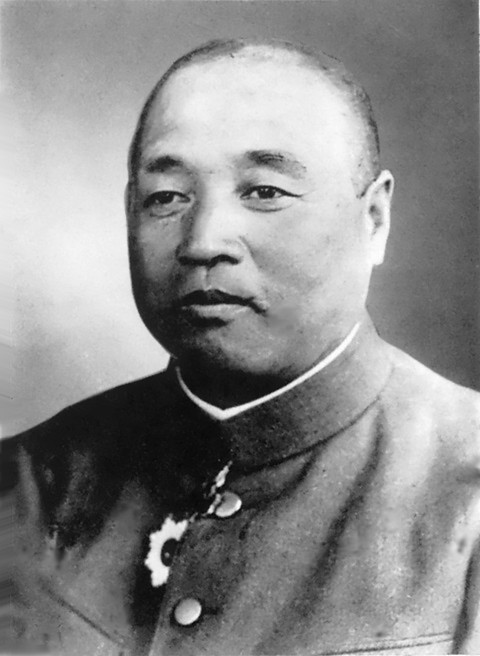

Hitoshi Imamura (28 de junho de 1886 - 4 de outubro de 1968) foi um general do exército imperial japonês na Segunda Guerra Mundial.
Imamura se tornou o comandante do XVI Exército em novembro de 1941 e foi dirigido para liderar o exército na invasão da Índias Orientais Holandesas. Como a frota se aproximou de Java, durante a invasão, o seu transporte, a Ryūjō-maru foi afundado por torpedos (provavelmente por "fogo amigo") na Batalha do Estreito de Sunda, e ele foi obrigado a nadar até a costa.
Em seguida, ele assumiu o comando do novo Espaço Oitavo Exército - responsável pela Sétima Exército (na campanha Ilhas Salomão) e XVIII do Exército (Nova campanha da Guiné) - no final de 1942. Imamura foi baseado em Rabaul, New Britain. Imamura adoptou uma política excepcionalmente favorável para a população local da antiga das Índias Orientais holandesas, muitas vezes em conflito com os quadros superiores do Exército do Sul e do Quartel-General Imperial. No entanto, suas políticas ganhou algum apoio da população e reduzir as dificuldades da profissão.
Imamura foi promovido a general em 1943. Junto com o comandante naval de Rabaul, Vice-Almirante Kusaka Jinichi, Imamura se rendeu com as forças japonesas em Nova Guiné e ilhas do Pacífico Sul para as forças australianas, que representavam os Aliados, em setembro de 1945.